# Порочный круг (картина Яцека Мальчевского)
Порочный круг (пол. Błędne koło) — картина польского художника Яцека Мальчевского, представителя символизма. Считается одной из самых важных картин современного польского искусства.

## История
Граф Эдвард Рачинский — польский общественный деятель, помещик, коллекционер и меценат — в 1880-х годах начал покупать произведения современной польской и европейской живописи. Изначально картины находились в комнатах Рогалинского дворца и дома Рачинских в Кракове. По мере роста коллекции Рачинский в 1910 году решил построить отдельное здание для размещения коллекции — Рогалинскую галерею.
Галерея известна в первую очередь богатой коллекцией произведений польских художников, насчитывающей 279 работ. Особенно известен цикл из десятка полотен Яцека Мальчевского, друга Рачинского. Наиболее важные произведения, имеющие значение для польской истории и истории искусства периода Молодой Польши, — «Меланхолия» и «Порочный круг» Яцека Мальчевского.
В настоящее время картина находится в коллекции Национального музея города Познань.

## Описание картины
На высокой лестнице сидит мальчик — художник с кисточкой в руке. У подножья лестницы в воздухе парят холсты. Круг фигур, окружающих мальчика, состоит из двух частей: они подчеркнуты разными цветами, подбором героев и эмоциями, нарисованными на их лицах. Группа по левой стороне — яркая и радостная — это сатиры, вакхи и деревенские девушки, представленные как олицетворение молодости. По правой стороне, в тёмной цветовой гамме представлены утомлённые жизнью, одетые в рваные одежды люди с кандалами на ногах, похожие на призраков.